# Lom Kernberg
Lom Kernberg je bývalý čedičový lom v Krušných horách na území obce Jindřichovice v okrese Sokolov v Karlovarském kraji. Opuštěný kamenolom se nachází při staré silnici z Jindřichovic do Rotavy, resp. její části Dolní Rotava.

## Název
Tradiční pojmenování kamenolomu Kernberg vychází z názvu stejnojmenného čedičového vrchu Kernberg s původní nadmořskou výšku 677 m. Výrazná hora Kernberg byla dříve zdaleka viditelnou dominantou krajiny. Vrch však byl z převážné části stěnovým lomem odtěžen. Kromě toho existovala i synonyma Am Kernberg, Illmensberg, kamenolom Jindřichovice a kamenolom Rotava.

## Historie
Na vrchu Kernberg byly založeny první dva kamenolomy na protilehlých stranách. První zprávy o nich podal topograf Schaller v roce 1785 a ve své Topografii království Českého uvádí, že čedič byl využíván jako tavicí přísada pro železnou huť v Rotavě. V roce 1905 byl firmou se sídlem v Jindřichovicích vybudován moderní lom s drtírnou a třídírnou označovaný jako lom Rotava. Provoz v lomu byl zahájen v roce 1906 a v roce 1908 bylo rozšířeno jeho strojní vybavení. V počátcích byly čedičové sloupce vylamovány ručně železnými sochory. Později došlo k uvolňování čediče s využitím střelných prací. V roce 1920 koupily kamenolom Spojené čedičové závody se sídlem v Karlových Varech. Došlo k rozšíření a modernizaci kamenolomu, parní pohon strojů byl nahrazen elektrickým. Čedič měl dobrou štípatelnost ve třech kolmých směrech, a proto byla kromě drceného a tříděného štěrku zavedena ruční a strojní výroba dlažebních kostek. Před první světovou válkou byly dlažební kostky expedovány kromě Čech i do zahraničí (Bavorsko, Sasko). Během první světové války pracovali v lomu zajatci z přilehlého zajateckého tábora. Pietní hřbitov tábora se nachází asi 500 metrů jihovýchodně od bývalého lomu.
V roce 1927 byl Kernberg otevřen z jižní a severní strany až 40 m vysokými lomovými stěnami a byl tehdy největším čedičovým lomem v Československu. Jeho kamenné varhany byly atrakcí Jindřichovic. Roční těžba v lomu v roce 1927 činila 90 000 tun štěrku a 18 000 tun dlažebních kostek.
Za druhé světové války pracovali v kamenolomu váleční zajatci a totálně nasazené osoby. Po roce 1945 přešel lom do národní správy. K uvolňování horniny byly zahájeny komorové odstřely. V roce 1948 převzal lom Západočeský průmysl kamene ve Zbraslavi a delimitací v roce 1950 přešel pod Západočeský průmysl kamene v Blatné. Roku 1950 zanikla výroba dlažebních kostek. Produkce kameniva dosáhla roku 1956 výše 47 000 tun. Do roku 1969 byl kopec snížen na kótu 630 m n. m. a ročně se v 60. letech těžilo asi 120 000 tun kameniva. Lom se postupně zahluboval a převažovala těžba formou jámového lomu. V roce 1977 převzaly již dožívající lom Sokolovské doly, resp. Palivový kombinát Vřesová. Došlo k zahloubení lomu na kótu 610 m n. m. a vytvoření nové výjezdní komunikace z lomu. Do roku 1983 se lom zahloubil na kótu 601 m n. m., do roku 1990 o dalších 10 hloubkových metrů. Na konečnou kótu 577,4 m n. m. se dostalo dno lomu v roce 1992. Provoz kamenolomu byl ukončen dne 10. října 1995 vyčerpáním vytěžitelných zásob čediče v jámovém lomu. Území lomu bylo předáno obci Jindřichovice a lom ponechán samovolnému zatopení srážkovými a podzemními vodami. Po sametové revoluci při tzv. „divoké privatizaci“ získaly opuštěný lom soukromé osoby, avšak v roce 2009 jej získala soudní cestou obec Jindřichovice zpět do svého vlastnictví. Opuštěný a zatopený lom je navštěvován turisty, využíván ke koupání a sportovnímu potápění.

## Geologie a horniny
Kernberg (677 m) je dominantním třetihorním vulkánem nad údolím říčky Rotavy, jejíž údolí před počátkem těžby převyšoval o asi 140 m. Má tvar horského hřbetu s eliptickou základnou o rozměrech asi 500x250 metrů. Vrchol kopce ležel excentricky a jižní svah byl strmější. Dlouholetá těžba čediče horu nejen zarovnala, ale dokonce vytvořila inverzní reliéf, zatopený jámový lom, zahloubený až 65 m pod obvodovou hranu kamenolomu.
Čedičové těleso vzniklo vulkanickou činností v miocénu, kdy čedičové magma prorazilo starší žulové těleso. Stáří čediče bylo zjišťováno měřením absolutního stáří K-Ar metodou (draslík-argonová metoda) a stanoveno na 20,0 ± 0,9 miliónů let. Jako přívodní vulkanický kanál fungoval zřejmě nově zmapovaný dilatační zlom s centrem v jihovýchodní části ložiska. Přívodní trhlina byla aktivní již před výlevem magmatu, neboť v čediči se místy vyskytují xenolity žilného křemene. Kernberg je složené vulkanické těleso. Dokladem prvotní explozivní fáze sopky jsou tufy s hojnými xenolity žul. Teprve poté následoval klidný výstup poměrně viskózní lávy. Vytlačená kupa nahradila starší explozivní fázi. Když se dostala těžba 65 metrů pod hranu jámového lomu, odkryla trychtýřové sopečné hrdlo, které se do hloubky zužuje.
Označení horniny Kernbergu jako čedič platí jen v širším smyslu. Analyzované vzorky určily čedičovou horninu převážně jako nefelinitický bazanit.
Z doby těžby jsou známé nálezy aragonitu a olivínu ve výplni mandlí. Ukázky jsou zastoupeny v mineralogických sbírkách Národního muzea v Praze.